# Jouef
A Jouef foi uma empresa francesa fabricante de artigos de ferromodelismo e carros elétricos. Fundada por Georges Huard em 1944, com sede em Champagnole. Desde outubro de 2004, a Jouef é a marca de uma linha de modelos da empresa Hornby.
Jouef fabricou carros elétricos por muitos anos, com a produção iniciando em sua fábrica de Champagnole em 1963. O sistema foi chamado de "Record 64" na França. Entre 1964 e 1968, esses conjuntos foram comercializados na Inglaterra pela Mettoy / Playcraft, fabricante da Corgi Toys. A linha também foi fabricada sob licença na Alemanha e conhecida como Egger Silberpfeil. Os primeiros lançamentos foram os desportivos Jaguar Type E , Mercedes-Benz 300 SL , BRM F1, BRM F1 , Ferrari F1, Lotus F1, Ferrari 250 GTO , Porsche 904 e Ford GT40. Depois que a parceria de Jouefs com Playcraft e Egger terminou em 1968, eles continuaram a produzir alguns carros muito agradáveis. No final da produção, no entanto, medidas de redução de custos se tornaram aparentes.
De 1968 a 1980, Jouef produziu variantes dos seguintes carros: Renault Alpine 3000, Matra Djet , Chaparral 2F, Mini Cooper, Renault 8 Gordini, Lotus F1 , Matra F1 , BRM F1 , Ferrari F1 , Kart, Ford Capri , Renault 5 , Porsche 917 , Matra 650, Ferrari F1, Ligier JS1 F1 , Renault F1, Ligier JS11 F1, Carabo Bertone, Alfetta GTV2000 , Porsche Carrera Turbo, BMW 3.0 CSL, Renault Alpine 1600, Fiat 131 Abarth, Alpine A442, Porsche 936, Matra Simca Bagheera , Renault Alpine A310 , Porsche 911S e Lancia Stratos . Jouef deixou de produzir seus próprios carros em 1980. 